# Gabriel Martinelli
Gabriel Teodoro Martinelli Silva (phát âm tiếng Bồ Đào Nha: [ɡabɾiˈɛw maɾˈtʃĩnɛli]; sinh ngày 18 tháng 6 năm 2001) là một cầu thủ bóng đá chuyên nghiệp người Brasil hiện đang thi đấu ở vị trí tiền đạo cánh cho câu lạc bộ Premier League Arsenal và đội tuyển bóng đá quốc gia Brazil. Anh nổi tiếng nhờ lối chơi giàu kỹ thuật, tốc độ, khả năng chọn vị trí và khả năng săn bàn xuất sắc.
Sinh ra và lớn lên ở Guarulhos, Martinelli ban đầu là một cầu thủ futsal cho Corinthians, trước khi bắt đầu sự nghiệp bóng đá với câu lạc bộ Série D Ituano vào năm 2015. Sau khi nổi bật và ghi bàn cho Ituano ở giải đấu và Campeonato Paulista, Martinelli đã ký hợp đồng với câu lạc bộ tiếng Anh Arsenal vào năm 2019.
Ở cấp độ quốc tế, Martinelli đại diện cho Brazil dưới 23 tuổi, nhưng đủ điều kiện chơi cho Ý thông qua cha mình.
Vào đầu năm 2020, Martinelli từng được bầu vào vị trí thứ 6 trong Bảng xếp hạng "Cầu thủ trẻ xuất sắc nhất năm" (NxGn 2020).

## Sự nghiệp câu lạc bộ

### Ituano
Sinh ra tại Guarulhos ,São Paulo,Anh bắt đầu chơi cho đội Futsal Corinthians vào năm 2010. Sau màn trình diễn ấn tượng khi chơi ở mặt sân cỏ, anh dần chuyển sang thi đấu sân cỏ và thi đấu cho câu lạc bộ Ituano vào năm 2015, sau đó anh có cơ hội tập huấn tại Manchester United và Barcelona.
Vào ngày 4 tháng 11 năm 2017, Martinelli ký hợp đồng chuyên nghiệp đầu tiên với Ituano,bản hợp đồng có thời hạn đến tháng 5 năm 2022.Ngày 17 tháng 3 năm 2018, Martinelli chính thức có trận đấu chuyên nghiệp đầu tiên cho Ituano khi mới 16 tuổi 9 tháng,qua đó đưa anh trở thành cầu thủ trẻ nhất thi đấu cho đội bóng ở thế kỷ 21
Vào ngày 8 tháng 9 năm 2018,Martinelli ghi bàn thắng đầu tiên cho câu lạc bộ trong chiến thắng 4-1 trước Taboao da Serra tại giải Copa Paulista.Sau đó, anh nhanh chóng được gọi lên đội một của Ituano tham dự giải vô địch bang Sao Paulo.Tại giải này anh ghi 6 bàn.Sau giải đấu anh trở thành tân binh xuất sắc nhất và có mặt trong đội hình tiêu biểu của năm

### Arsenal
Kết thúc mùa giải,anh có được sự quan tâm của rất nhiều đội bóng lớn,cuối cùng anh chọn chuyển đến Arsenal với mức phí được báo cáo là 6 triệu bảng
Martinelli có trận ra mắt Premier League vào ngày 11 tháng 8 năm 2019 trong chiến thắng 1–0 trước Newcastle United.Vào ngày 24 tháng 9, Martinelli ghi một cú đúp trong chiến thắng 5–0 trước Nottingham Forest tại EFL Cup.Trong trận gặp Liverpool tại EFL Cup, anh lập cú đúp giúp Arsenal hòa 5-5. Ở loạt đá luân lưu, anh cũng đã lập công dù chung cuộc Arsenal thất bại.Màn trình diễn của Martinelli khiến anh được trao giải Cầu thủ xuất sắc nhất tháng 10 của Arsenal, nhận được 75% tổng số phiếu bầu,vượt qua Mattéo Guendouzi và Nicolas Pépé.Vào ngày 21 tháng 1 năm 2020, Martinelli ghi bàn trong trận hòa 2–2 trên sân khách trước Chelsea,bàn thắng sau đó được bình chọn là bàn thắng đẹp nhất mùa giải của Arsenal .

#### Mùa 2020-2021
Anh có trận đấu đầu tiên trong mùa giải vào sân từ băng ghế dự bị và chơi 19 phút trong trận thua 2-1 trước Everton.Martinelli trở lại thi đấu ở giải châu Âu vào ngày 18 tháng 2,anh vào sân từ băng ghế dự bị ở phút 13 trong trận hòa 1-1 trước Benfica . Anh ghi bàn thắng đầu tiên trong mùa giải trong chiến thắng 3–0 trên sân khách trước Sheffield United vào ngày 11 tháng 4.

#### Mùa 2021-2022
Vào ngày 18 tháng 12, anh ghi một cú đúp vào lưới Leeds United đây cũng là cú đúp đầu tiên ở Premier League,với bàn thắng đầu tiên của anh cũng giúp Arsenal đánh dấu bàn thắng thứ 7.000 của ở Premier League.Vào ngày 10 tháng 2 năm 2022, Martinelli bị đuổi khỏi sân trong trận đấu với Wolves vì anh phải nhận hai thẻ vàng trong khoảng thời gian bốn giây .Đó cũng là thẻ đỏ đầu tiên trong sự nghiệp của anh ấy.
Trước khi mùa giải 2021–22 kết thúc, Martinelli được trao chiếc áo số 11 sau sự ra đi của Lucas Torreira đến Galatasara trong kỳ chuyển nhượng mùa hè.

#### Mùa 2022-2023
Vào ngày 5 tháng 8 năm 2022, Martinelli ghi bàn cho Arsenal trong chiến thắng 2–0 trên sân khách trước Crystal Palace , trở thành cầu thủ Brazil đầu tiên ghi bàn tại trận đấu mở màn mùa giải ở Premier League.  Vào ngày 31 tháng 8, Martinelli ghi bàn thắng quyết định ở phút 77 trong trận đấu trên sân nhà với Aston Villa ,giúp Arsenal có chuỗi 5 trận toàn thắng sau 5 vòng đầu của Premier League. Vào ngày 1 tháng 10, Martinelli đã kiến tạo cho Granit Xhaka trong chiến thắng 3–1 của Arsenal trước đại kình địch cùng thành phố Tottenham Hotspur .  Một tuần sau, vào ngày 9 tháng 10, anh có bàn thắng mở tỷ số khi trận đấu mới điểm sang giây 58 trong trận đấu trên sân nhà của Arsenal với Liverpool , trận đấu mà Pháo thủ giành chiến thắng 3–2 và anh còn được trao giải Cầu thủ xuất sắc nhất trận cho màn trình diễn đó.Vào ngày 3 tháng 2 năm 2023, Martinelli ký một hợp đồng dài hạn mới với câu lạc bộ có thời hạn đến năm 2027.  Trong trận đấu tiếp theo của Arsenal với Everton vào ngày 1 tháng 3, Martinelli đã ghi một cú đúp giúp Arsenal giành chiến thắng với tỷ số 4–0 giúp Arsenal dẫn đầu Ngoại Hạng anh và bỏ xa vị trí thứ 2 5 điểm. Đến cuối mùa giải, Martinelli đã ghi 15 bàn và thực hiện 6 đường kiến tạo trên mọi đấu trường, trở thành cầu thủ ghi nhiều bàn thắng nhất cho câu lạc bộ trong mùa giải cùng với Martin Ødegaard , và đứng thứ ba trong cuộc bầu chọn Cầu thủ xuất sắc nhất mùa giải của Arsenal . Martinelli cũng trở thành cầu thủ Brazil ghi bàn nhiều nhất trong một mùa giải Premier League, cân bằng kỷ lục của Roberto Firmino cho Liverpool trong mùa giải 2017–18.

#### Mùa giải 2023-2024
Vào ngày 12 tháng 8 năm 2023, trong trận đấu đầu tiên của Arsenal ở mùa giải Premier League 2023–24 , Martinelli có 1 kiến tạo cho Eddie Nketiah lập công trong chiến thắng 2-1 trên sân nhà trước Nottingham Forest.Vào ngày 3 tháng 9, Martinelli đã kiến tạo giúp Martin Ødegaard gỡ hòa trước Manchester United,chỉ 35 giây sau khi bị dẫn trước 1–0. Arsenal sau đó đánh bại Manchester United với tỷ số 3–1. Vào ngày 8 tháng 10, Martinelli vào sân thay người và ghi bàn thắng duy nhất của trận đấu trong chiến thắng 1–0 trước Manchester City,đây cũng là chiến thắng đầu tiên của Arsenal trước Manchester City ở giải đấu kể từ năm 2015. Vào ngày 24 tháng 10, anh có trận đấu đầu tiên tại Champions League và ghi bàn thắng đầu tiên trong chiến thắng 2-1 trên sân khách trước Sevilla.Vào ngày 20 tháng 1 năm 2024,Martinelli lập 1 cú đúp sau khi vào sân từ băng ghế dự bị trong chiến thắng 5-0 của Arsenal trước Crystal Palace.

## Thống kê sự nghiệp

### Club
Tính đến ngày 11 tháng 11 năm 2023
| Club         | Season       | League         | League | League | State league | State league | National cup | National cup | League cup | League cup | Continental | Continental | Other | Other | Total | Total |
| Club         | Season       | Division       | Apps   | Goals  | Apps         | Goals        | Apps         | Goals        | Apps       | Goals      | Apps        | Goals       | Apps  | Goals | Apps  | Goals |
| ------------ | ------------ | -------------- | ------ | ------ | ------------ | ------------ | ------------ | ------------ | ---------- | ---------- | ----------- | ----------- | ----- | ----- | ----- | ----- |
| Ituano       | 2018         | —              | —      | —      | 3            | 0            | —            | —            | —          | —          | —           | —           | 17    | 4     | 20    | 4     |
| Ituano       | 2019         | Série D        | 0      | 0      | 14           | 6            | —            | —            | —          | —          | —           | —           | —     | —     | 14    | 6     |
| Ituano       | Total        | Total          | 0      | 0      | 17           | 6            | —            | —            | —          | —          | —           | —           | 17    | 4     | 34    | 10    |
| Arsenal      | 2019–20      | Premier League | 14     | 3      | —            | —            | 3            | 0            | 2          | 4          | 7           | 3           | —     | —     | 26    | 10    |
| Arsenal      | 2020–21      | Premier League | 14     | 2      | —            | —            | 1            | 0            | 1          | 0          | 6           | 0           | 0     | 0     | 22    | 2     |
| Arsenal      | 2021–22      | Premier League | 29     | 6      | —            | —            | 1            | 0            | 6          | 0          | —           | —           | —     | —     | 36    | 6     |
| Arsenal      | 2022–23      | Premier League | 36     | 16     | —            | —            | 2            | 0            | 1          | 0          | 7           | 0           | —     | —     | 46    | 16    |
| Arsenal      | 2023–24      | Premier League | 10     | 1      | —            | —            | 0            | 0            | 1          | 0          | 2           | 1           | 1     | 0     | 14    | 2     |
| Arsenal      | Total        | Total          | 103    | 27     | —            | —            | 7            | 0            | 11         | 4          | 22          | 4           | 1     | 0     | 144   | 35    |
| Arsenal U21  | 2020–21      | —              | —      | —      | —            | —            | —            | —            | —          | —          | —           | —           | 1     | 0     | 1     | 0     |
| Career total | Career total | Career total   | 103    | 27     | 17           | 6            | 7            | 0            | 11         | 4          | 22          | 4           | 19    | 4     | 179   | 45    |

1. ↑  Includes Campeonato Paulista
2. ↑  Includes FA Cup
3. ↑  Includes EFL Cup
4. ↑  Appearances in Copa Paulista
5. 1 2 3  Appearances in UEFA Europa League
6. ↑  Appearances in UEFA Champions League
7. ↑  Appearance in FA Community Shield
8. ↑  Appearance in EFL Trophy

### Quốc tế
Tính đến ngày 12 tháng 6 năm 2024
| Đội tuyển quốc gia | Năm  | Trận | Bàn |
| ------------------ | ---- | ---- | --- |
| Brasil             | 2022 | 6    | 0   |
| Brasil             | 2023 | 3    | 1   |
| Brasil             | 2024 | 2    | 1   |
| Tổng               | Tổng | 11   | 2   |

Bàn thắng và kết quả của Brasil được để trước.
| # | Ngày                 | Địa điểm                                                            | Số trận | Đối thủ  | Bàn thắng | Kết quả | Giải đấu                      |
| - | -------------------- | ------------------------------------------------------------------- | ------- | -------- | --------- | ------- | ----------------------------- |
| 1 | 16 tháng 11 năm 2023 | Sân vận động Metropolitano Roberto Meléndez, Barranquilla, Colombia | 8       | Colombia | 1–0       | 1–2     | Vòng loại FIFA World Cup 2026 |
| 2 | 8 tháng 6 năm 2024   | Kyle Field, College Station, Hoa Kỳ                                 | 10      | México   | 2–0       | 3–2     | Giao hữu                      |

## Danh hiệu

### Câu lạc bộ
Arsenal
- FA Cup: 2019–20[17]
- FA Community Shield: 2023[18]

### Quốc tế
Brazil Olympic
- Thế vận hội Mùa hè: 2020[19]